# Giorgio Carbone
Giorgio Carbone, también conocido como Su Alteza Serenísima el príncipe Giorgo I de Seborga (Seborga, Italia, 14 de junio de 1936 - Seborga, Italia, 25 de noviembre de 2009), fue un ciudadano italiano que reclamaba la jefatura de Estado del Principado de Seborga, una micronación situada en la localidad homónima, en la Provincia de Imperia (Región de Liguria), y cuya independencia no es reconocida por el gobierno italiano ni por ningún otro gobierno.

## Biografía
Periodista y amante de la historia, en los años sesenta presidente de una cooperativa agrícola dedicada al cultivo de flores de Seborga, Carbone comenzó a promover la idea de que Seborga podría recuperar su presunta independencia anterior. Esta teoría se basa en el hecho de que, según un estudio llevado a cabo por el mismo Carbone, la venta del territorio de esta pequeña aldea por los monjes saboyanos que vivían allí, ocurrida en 1729, al Duque de Saboya nunca se ha registrado.
En 1963 Giorgio Carbone fue nombrado por la ciudadanía seborgana con el título (meramente simbólico) de príncipe, tomando el nombre de Giorgo I de Seborga.
En los años noventa del siglo XX, su gobierno simbólico aprobó los Statuti Generali y el Reglamento del principado, produjo monedas (Luigino), sellos, documentos y placas de matrícula para automóviles, aunque sin ningún tipo de valor legal.
El luigino, la moneda seborgana, se utiliza en varias tiendas en la ciudad y ha despertado cierto interés en cuanto a los coleccionistas y fanáticos de  la numismática.
También durante su gobierno se han colocado torres de vigilancia en los lugar que alguna vez fueron la frontera del antiguo Estado y se adoptó una bandera y un himno.
A través de los esfuerzos del príncipe Giorgio I, Seborga ha tenido en algunos medios cierto protagonismo: por ejemplo, en el 2005 Carbone participó en el programa Cómo iniciar tu propio país, un documental de la BBC.
En enero de 2006 Giorgo I, enfermo de esclerosis lateral amiotrófica, anunció su intención de "abdicar", aunque finalmente continuo en sus funciones. Giorgio I falleció el 25 de noviembre de 2009, su cuerpo fue incinerado y sus cenizas esparcidas en el océano.